# Wasaga Beach
Wasaga Beach es un pueblo canadiense situado en la provincia de Ontario.

## Superficie
Wasaga Beach tiene una superficie de 57,42 km².

## Demografía
En 2021, tenía 24 862 habitantes, una densidad poblacional de 433 hab./km², y 13 768 viviendas.